# ヴィンス・ステイプルズ
ヴィンス・ステイプルズ（英: Vince Staples、本名: Vincent Jamal Staples、1993年7月2日 - ）は、アメリカ合衆国カリフォルニア州ロングビーチ出身のラッパー、歌手、ソングライター、ヒップホップミュージシャン、俳優。カリフォルニア出身のラッパー、アストン・マシューズ（Aston Matthews）やジョーイ・ファッツ（Joey Fatts）とのヒップホップトリオ、カットスロート・ボーイズ（Cutthroat Boyz）のメンバーである。
Odd Futureのメンバーとの共演や、マック・ミラーとのコラボレーション・ミックステープ『Stolen Youth』（2013年）で脚光を浴びるようになる。2014年、EP「Hell Can Wait」をリリース。2015年、デビューアルバム『Summertime '06』をリリースし批評家から高く評価された。2017年、2作目のアルバム『Big Fish Theory』をリリース。2018年、3作目のスタジオ・アルバム『FM!』をリリースした。

## 来歴

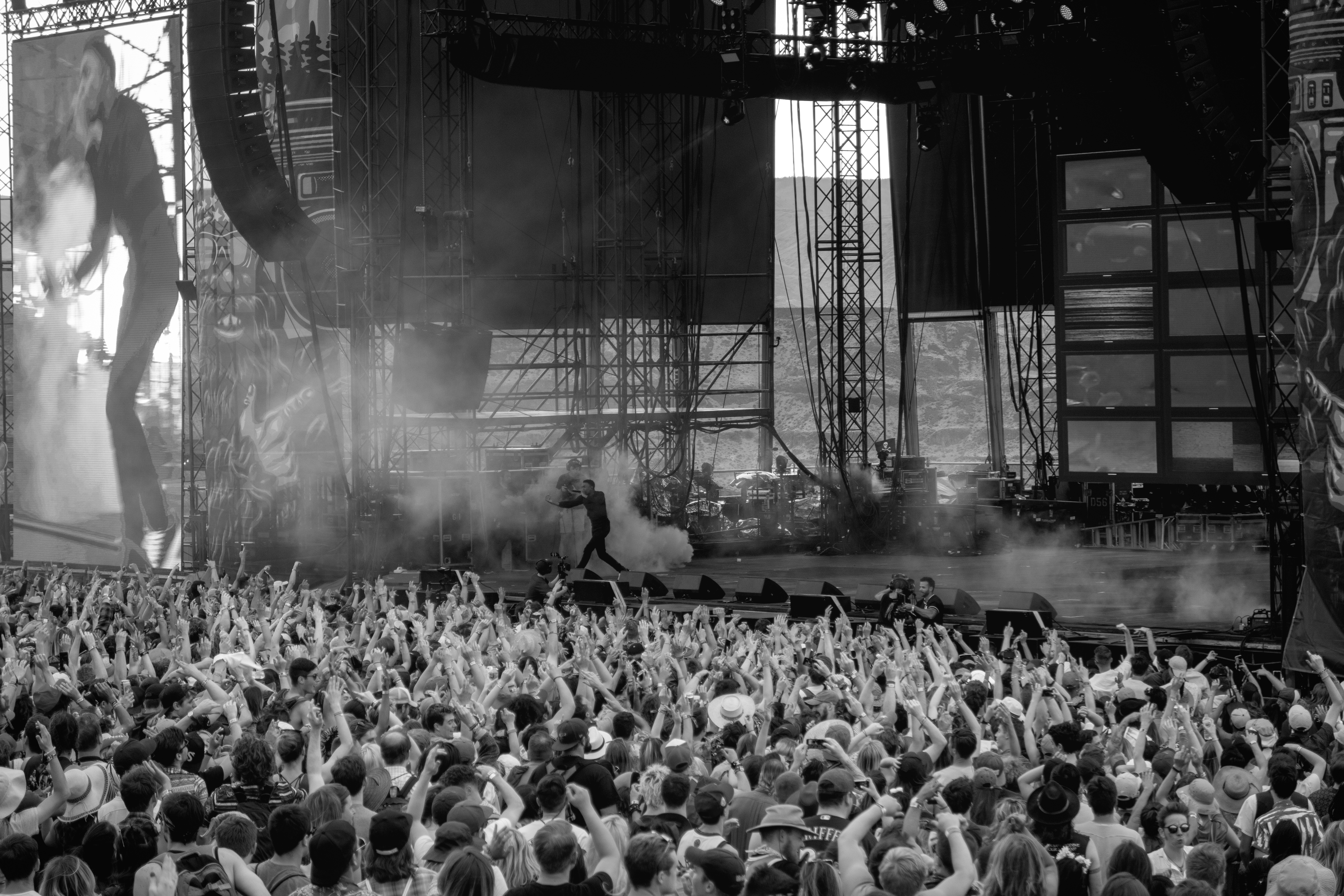
ライブでのVince Staples（2018年）

1993年7月2日、ヴィンス・ステイプルズはカリフォルニア州コンプトンで生まれ、ノース・ロングビーチで育った。 
ヴィンス・ステイプルズはオッド・フューチャー(Odd Future)のメンバーであるシド、マイク・G、アール・スウェットシャツと親交を深め、彼らの作品に客演で参加するようになる。
2011年12月30日、公式デビューミックステープ『Shyne Coldchain Vol.1』をリリースする。
2012年10月にはMichael Uzowuruとのコラボレーションミックステープ『Winter in Prague』をリリースする。
アール・スウェットシャツからマック・ミラーを紹介され、2013年6月に、マック・ミラーとのコラボレーション・ミックステープ『Stolen Youth』をリリースする。
2014年10月7日、EP『Hell Can Wait』をリリースした。収録曲「Blue Suede」や「Hands Up」が話題となり広く知られるようになる。
2015年6月30日、デビューアルバム『Summertime '06』をリリースし批評家から高く評価された。また同月、XXLのFreshman Classに選出されている。
2017年6月23日、2作目のアルバム『Big Fish Theory』をリリースする。
2018年11月2日、3作目のアルバム『FM!』をリリースした。

## 人物

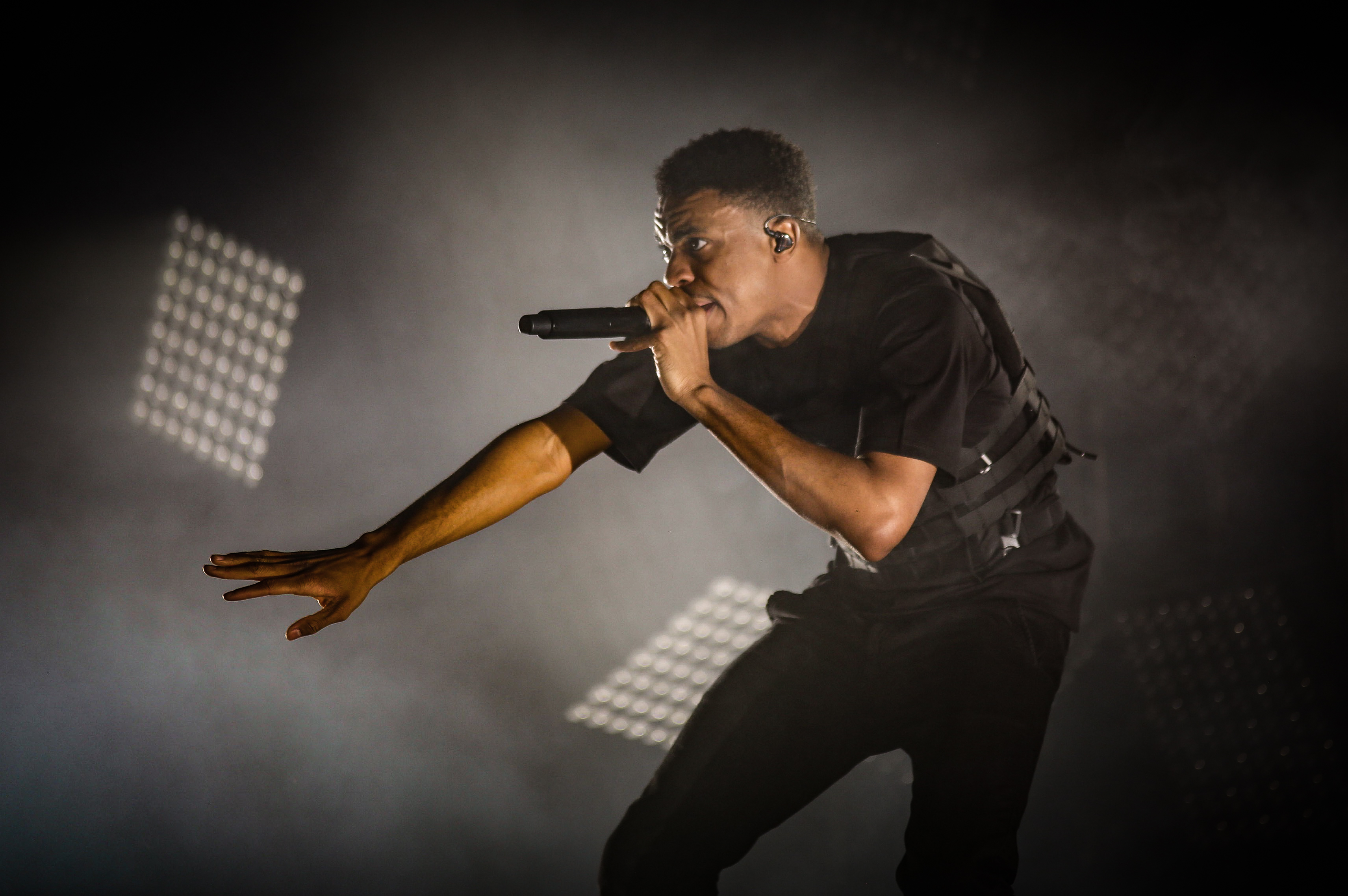
ライブでのVince Staples（2018年）

ヴィンス・ステイプルズはアルコールや違法薬物を一切使用したことがないと明言している。

## ディスコグラフィ
スタジオアルバム 
- Summertime '06 (2015年)
- Big Fish Theory (2017年)
- FM! (2018年)

## 来日公演
- 2019年
  - 7月28日 新潟 苗場スキー場 - Fuji Rock Festival
  - 12月7日 東京 SOUND MUSEUM VISION